# سبنسر مورتيمر وليامز
سبنسر مورتيمر وليامز (بالإنجليزية: Spencer Mortimer Williams)‏ هو ضابط وقاضي ومحامي أمريكي، ولد في 24 فبراير 1922 في ريدينج (ماساتشوستس) في الولايات المتحدة، وتوفي في 3 يناير 2008 في Carmichael, California ‏ في الولايات المتحدة.